# Народний артист Латвійської РСР
«Народний артист Латвійської РСР» — почесне звання, встановлене указом Президії Верховної Ради Латвійської РСР від 20 лютого 1941 року.
Присвоювалося видатним діячам мистецтва Латвійської РСР, що особливо вирізнилися у справі розвитку театру, музики і кіно.

## Удостоєні звання
Серед народних артистів Латвійської РСР, що надалі стали народними артистами СРСР:
- Альфред Амтмана-Бріедіт
- Вія Артмане
- Ліліта Берзінь
- Велта Вілцинь
- Жермена Гейне-Вагнер
- Яніс Іванов
- Імантс Кокарс
- Маріс-Рудольф Лієпа
- Харій Лієпіньш
- Велта Ліне
- Яніс Осіс
- Раймонд Паулс
- Ельза Радзиня
- Юлій Райзман
- Карліс Себріс
- Лідія Фрейман
- Юрій Юровський
- Алфредс Яунушанс